# 皇家騎士團系列
皇家騎士團是一款电子游戏系列，名字来源于皇后乐队的第二张专辑Queen II的第六首单曲《Ogre Battle》（B面第一首），此系列的故事劇本與架空世界觀均來源於遊戲製作人松野泰己大學時候自編創作的小說《塞提基內亞神話ゼテギネア神话》。松野氏連同其他主要伙伴如吉田明彦和崎元仁等於1995年離職Quest公司加入Square後，由Quest繼續發行續作，可是缺少了松野泰已及其製作班底的皇家騎士團，品質及銷量均未達至預期。至2002年，Square從Quest手上購得皇家騎士團系列的開發版權。2010年7月22日，系列最新作タクティクスオウガ 運命の輪（皇家骑士团 命运之轮)发表，新作为1995年作品的15周年重制版，将由原作的原班人马打造，包括已经离开史克威尔艾尼克斯的松野泰己。
本系列代表作為第二作的《皇家騎士團2：榮光的頌歌》，日本電玩雜誌《Fami通》給予本作34分的金殿堂評價，而本作亦為Quest公司取得50萬左右的軟體銷量。
《Fami通》於2006年3月舉辦的百大最愛遊戲公開投票中，本系列第二作皇家騎士團2獲讀者票選為第七。

## 制作灵感来源
制作人及导演松野泰己据说在大学时十分迷恋英国华丽摇滚组合皇后乐队的音乐，他以“皇后”乐队的经典专辑《Queen II》的几首单曲为基础，创造出了前后共8个章节的《塞提基內亞神話》，所以系列中有松野执导的三部作品中，有两部使用了皇后的单曲名作为副标题。
| 日文標題           | 副标题                                    | 来自Queen的专辑    | 单曲                     |
| ------------------ | ----------------------------------------- | ------------------ | ------------------------ |
| 伝說のオウガバトル | March of The Black Queen （黑女王的行进） | Queen II           | March of The Black Queen |
| タクティクスオウガ | Let Us Cling Together（荣光的赞歌）       | A Day at the Races | Let Us Cling Together    |

松野曾经在系列第一作发售之后，到过欧洲旅行。据传，他曾亲眼目睹巴尔干半岛的种族屠杀，带给他震撼之余，也让他改变了系列第二作的创作思路。剧情的比重在第二作中有了很大提升。政治，种族，阴谋论，宗教等同时代游戏无法想象的题材在该作中都有涉及，直接将战棋类角色扮演游戏升华到另一个高度。

## ゼテギネア神話
虽然基于此背景故事的游戏中会有一个专门选项介绍ゼテギネア神话，并可以基于游戏中所提供的信息整理出较为完整的脉络，但时代之间的空隙仍然有许多空白缺少官方解释，于是一些玩家以同人的形式总结出了较为完整的ゼテギネア神话编年史。

### 序曲 Overture
“古の昔、力こそがすべてであり，鋼の教えと闇を司る魔が支配する，ゼテギネアと呼ばれる時代があった。”（远古时，力量是压倒一切的存在，人们被钢铁的教条和黑暗的魔力所支配，这是被称为ゼテギネア赛提基内亚的时代）

## 系列回顾

### 伝說のオウガバトル
作为系列的第一作，松野泰己展开了他所构想的幻想中世紀蓝图，本作為日本即時戰略類遊戲的先河。

### タクティクスオウガ
將系列評價推向最高峰的傑作，以主角迪尼姆所在的島國作為背景所發生一連串的戰事，前作同伴蘭斯洛特等人也有出場。
松野曾經在系列第一作發售之後，到過歐洲旅行。據傳，他曾親眼目睹南斯拉夫內戰的種族屠殺，帶給他震撼之餘，也讓他改變了系列第二作的大局觀以及創作思維。

### オウガバトル64
主角為名叫馬格納斯的年輕士官，在幅員廣大的大陸率領軍隊與羅迪斯教國作戰並阻止一連串陰謀的作品。結局為馬格納斯因功受封羅陵王，在領地組織一支令蠻族聞風喪膽的鐵騎隊保衛邊疆，勇名響徹歷史。此外伝說のオウガバトル的主角以迪斯汀的名字在本作登場成為同伴，職業是勇者。

### タクティクスオウガ外伝
以名為亞爾凡斯的少年為主角，經過一連串冒險取得神劍アンビシオン，亞爾凡斯後來改名蘭斯洛特加入羅迪斯教國，並成為黑暗騎士團長。

### タクティクスオウガ 運命の輪
タクティクスオウガ的重製版，以15年前原班人馬進行重製的超誠意作品。不但徹底補完當初因預算與時間不足而刪減的劇情，還增加新劇情及同伴等新要素，還能時光倒流讓當初絕對無法成為同伴的威廉與蘭斯洛特入夥。
最大可惜之處，刪除了可以任意裝備各種裝備及道具，包含不擅長的武器的設定

## 遊戲作品列表
| 日文標題                    | 初推出年份     | 原始平台 | 移植平台                    |
| --------------------------- | -------------- | -------- | --------------------------- |
| 伝說のオウガバトル          | 1993年         | SFC      | PS、SS、Wii Virtual Console |
| タクティクスオウガ          | 1995年         | SFC      | PS、SS、Wii Virtual Console |
| オウガバトル64              | 1999年         | N64      | Wii Virtual Console         |
| 伝說のオウガバトル外伝      | 2000年         | NGPC     |                             |
| タクティクスオウガ外伝      | 2001年         | GBA      |                             |
| タクティクスオウガ 運命の輪 | 2010年11月14日 | PSP      |                             |

## 外部連結
- 皇家騎士團專題站 (簡) （页面存档备份，存于）
- 日月堂 皇家騎士團2攻略 (繁) （页面存档备份，存于）
- タクティクスオウガ 運命の輪 | SQUARE ENIX （页面存档备份，存于）